# James Ball
James Ball (Dauphin, Manitoba; 7 de mayo de 1903-Victoria, Columbia Británica; 2 de julio de 1988) fue un atleta canadiense, especialista en la prueba de 400 m en la que llegó a ser subcampeón olímpico en 1928.

## Carrera deportiva
En los JJ. OO. de Ámsterdam 1928 ganó la medalla de bronce en los relevos 4x400 metros, tras Estados Unidos y Alemania (plata). Y también ganó la medalla de plata en los 400 metros, llegando a meta tras el estadounidense Ray Barbuti y por delante del alemán Joachim Buchner (bronce).
En los JJ. OO. de Los Ángeles 1932 ganó la medalla de bronce en los relevos 4x400 metros, con un tiempo de 3:12.8 segundos, llegando a meta tras Estados Unidos (oro) y Reino Unido (plata), siendo sus compañeros de equipo: Ray Lewis, Phil Edwards y Alex Wilson.